# كي ناكازاوا
كي ناكازاوا (باليابانية: 中沢けい) (6 أكتوبر 1959، تاته ياما في اليابان)؛ روائية يابانية.